# Helictita

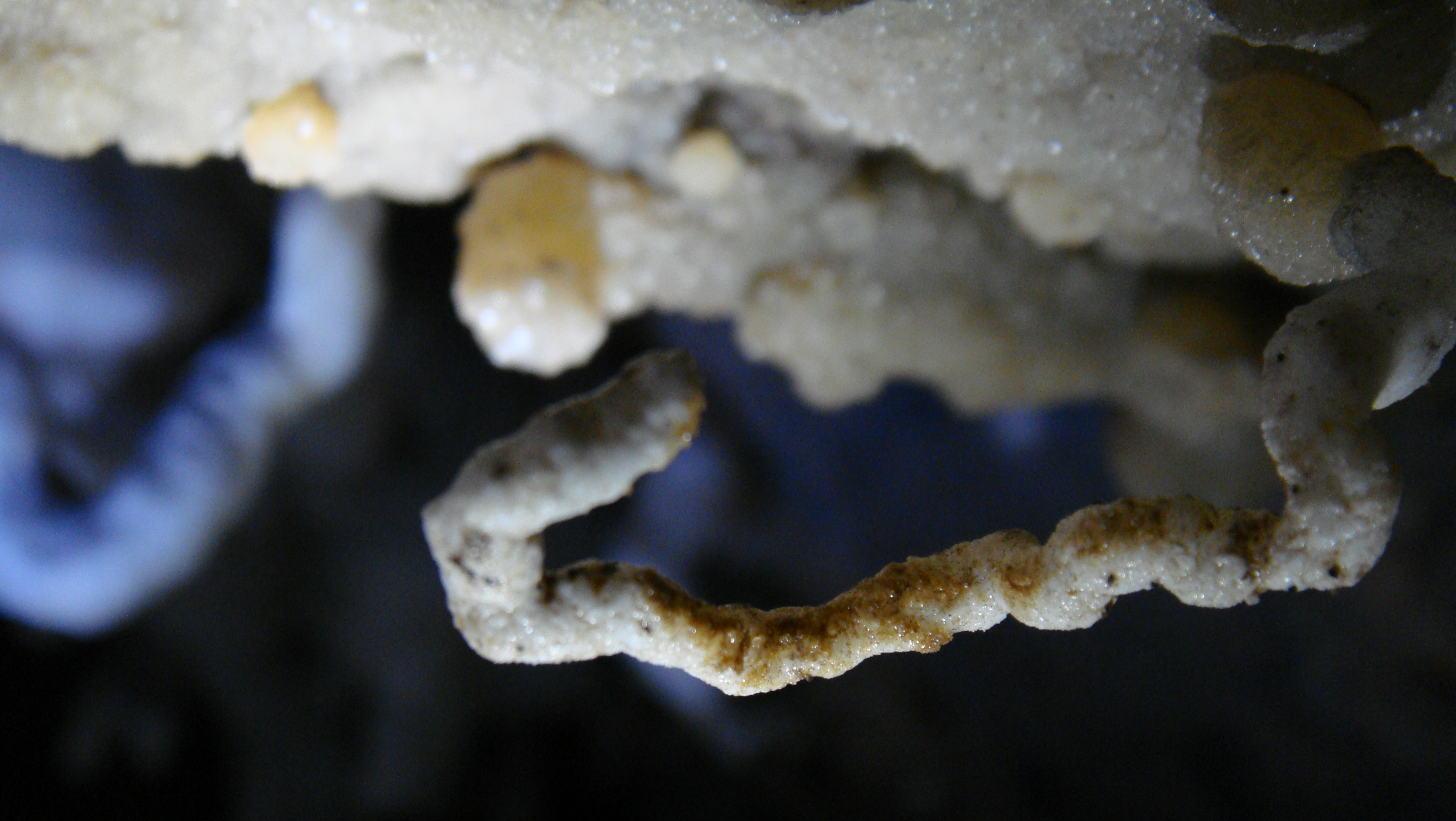
Helictita de unos pocos centímetros que ha llegado a crecer hacia el techo en su último tramo.

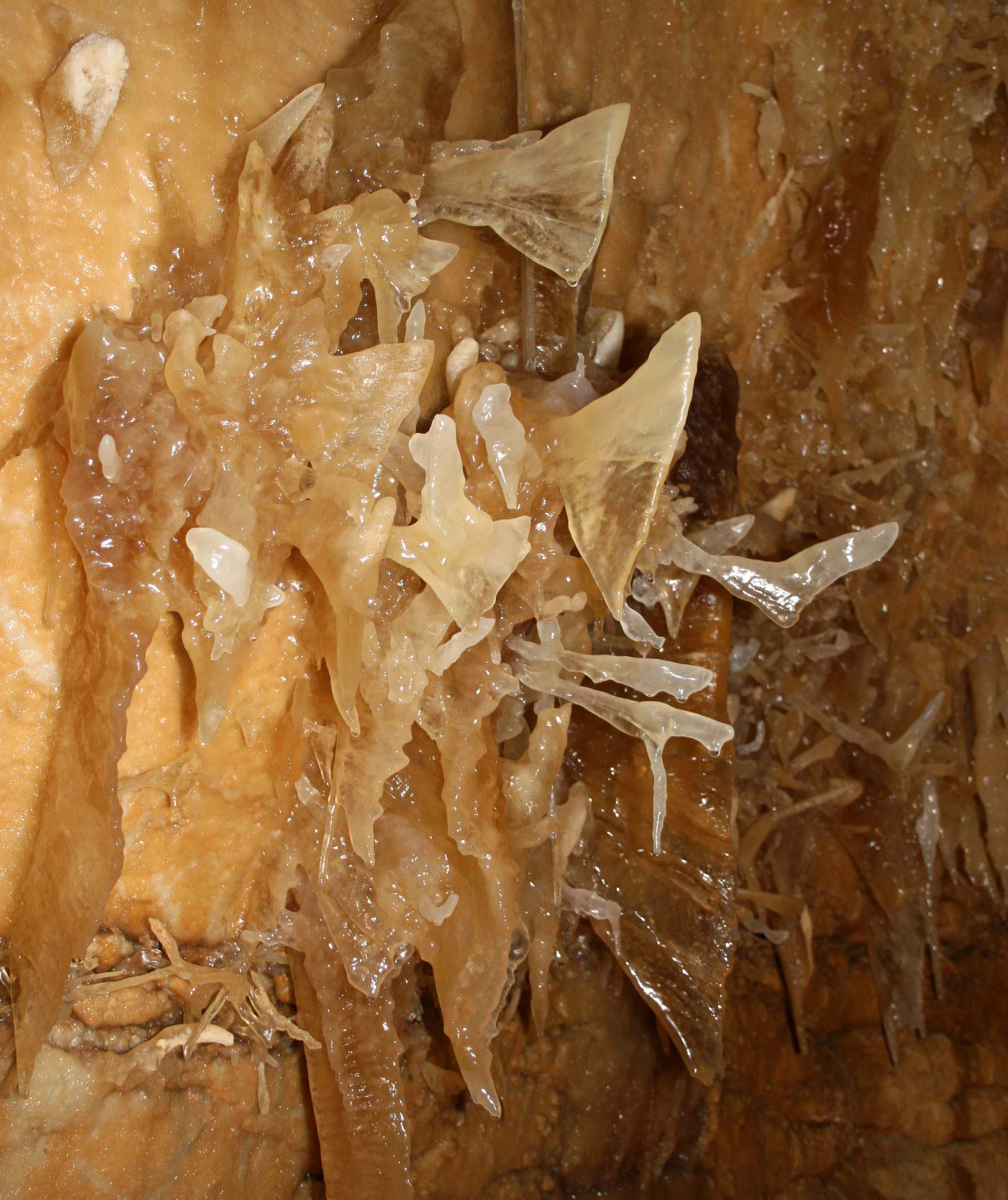
Helictita con forma de cola de pez en las cuevas de Sonora, cerca de Sonora (Texas).

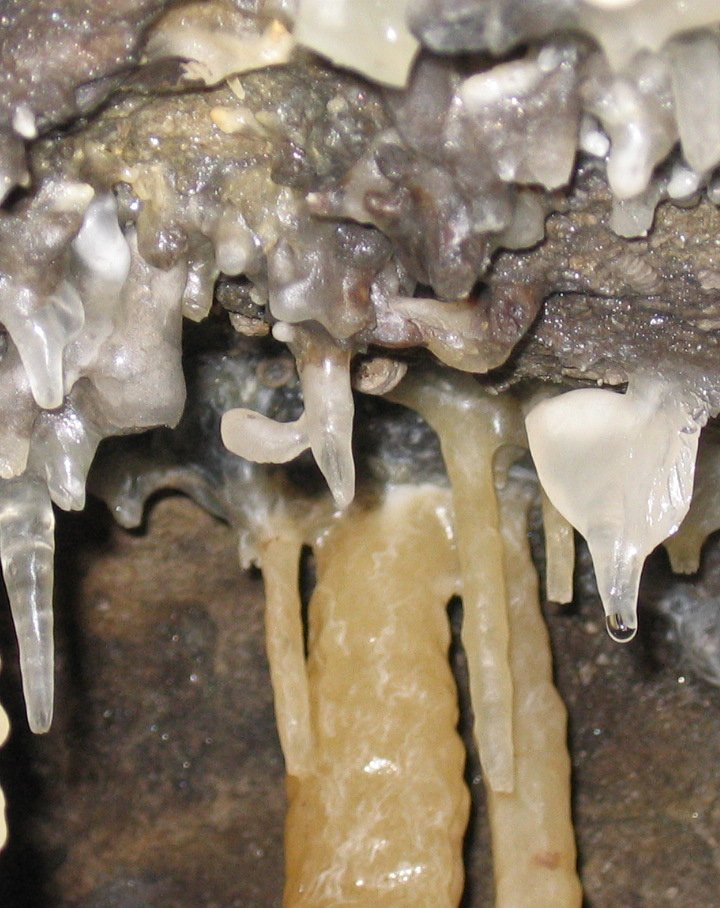
Una helictita en la cueva Treak Cliff en Derbyshire.

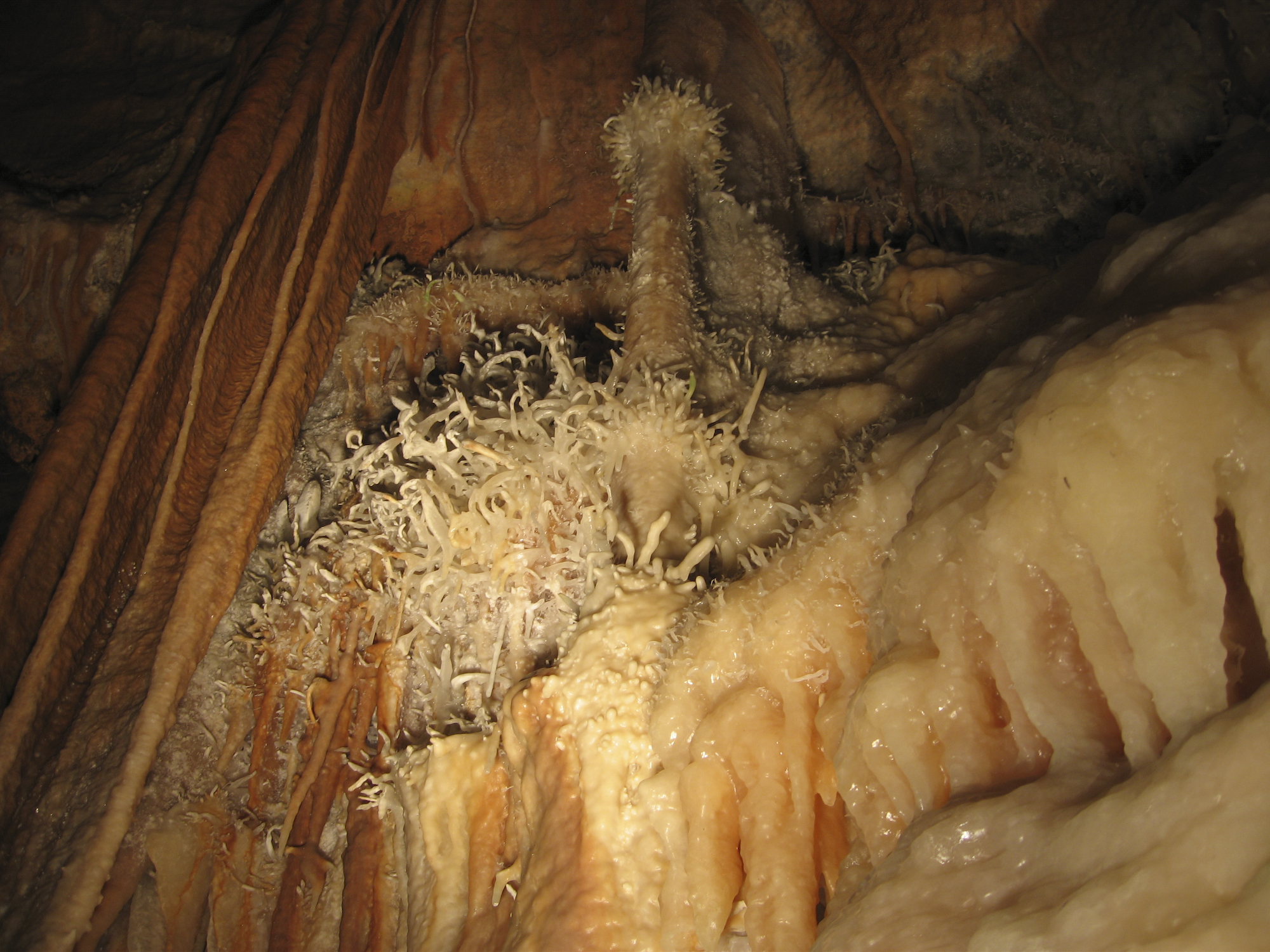
Helictitas en la cueva Jenolan en Australia.

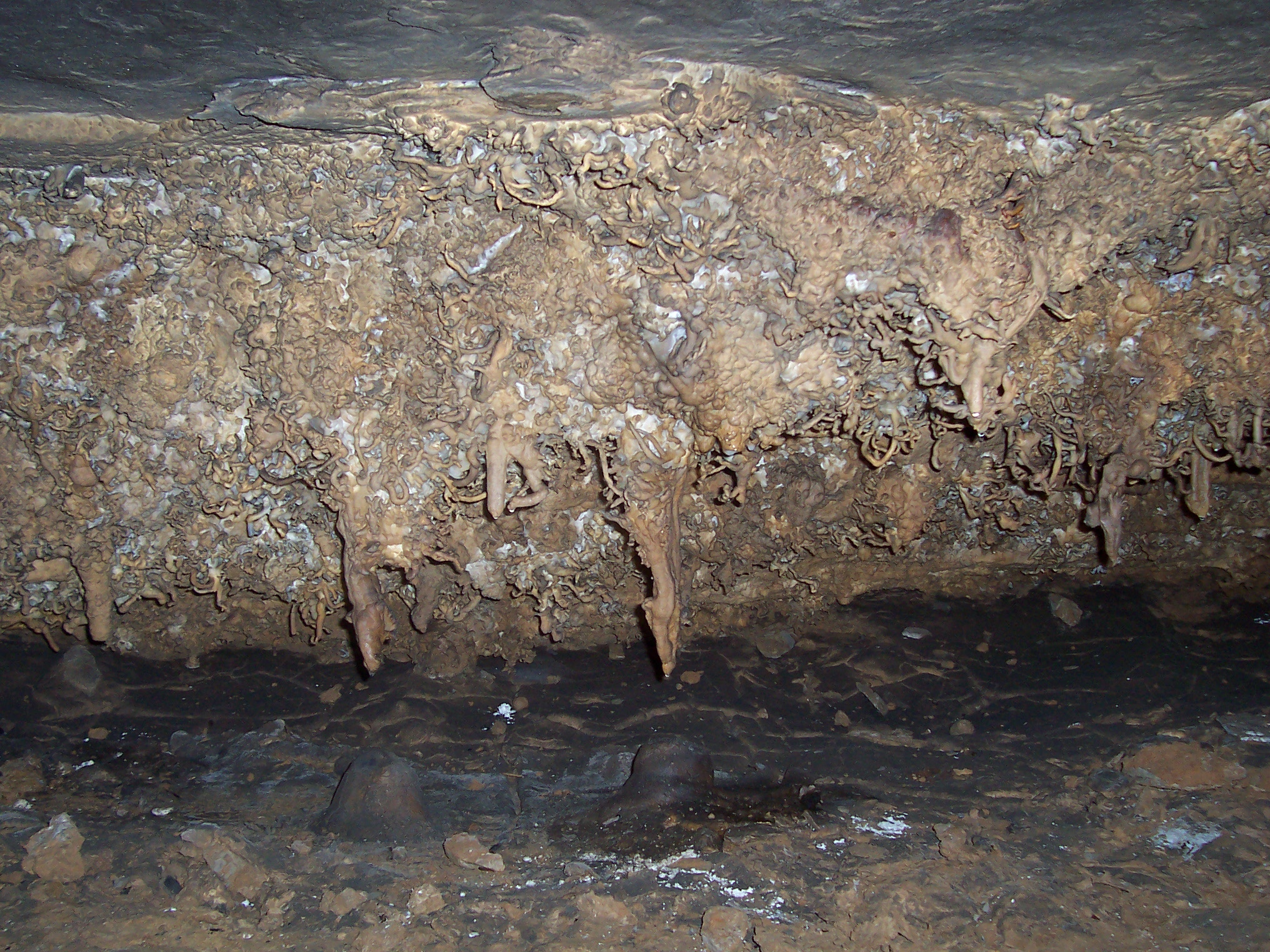
Formaciones de helictitas en las cuevas Wyandotte, Indiana, Estados Unidos.

Una helictíta es un espeleotema encontrado en cuevas de piedra caliza que cambia su eje respecto a la vertical en una o más etapas durante su crecimiento. Tienen forma curva o angular tal que les da la apariencia de haberse desarrollado en gravedad cero. Son, con gran probabilidad, el resultado de la capilaridad que actúa en pequeñas gotas de agua, a menudo una fuerza lo suficiente, en esta escala, para desafiar la gravedad.
Las helictitas pueden desarrollarse en el medio aéreo o acuático. En el segundo no hay muchos casos conocidos, pero muchas de las helictitas de la cueva Lechuguilla parecen haberse formado o estar en formación en agua.
Las helictitas son, quizás, la más delicadas de las formaciones en cuevas. Por lo general son en forma de aguja de calcita y aragonito. Se han descrito formas de helictitas de varios tipos: helictitas en cinta, sierras, barras, mariposas, manos, tirabuzón y nidos de gusanos. Por lo general tienen simetría radial. Pueden ser fácilmente aplastados o rotos al menor contacto, debido a esto, las helictitas son raramente vistas al alcance de la mano en cuevas turísticas.
La primera descripción detallada de las helictitas fue hecha por Olaus Worm en 1665. 
El Monumento Nacional de la cueva Timpanogos, en Utah, tiene una de las colecciones de estas formaciones mayor del mundo. Otras con grandes números de helictitas se encuentran en las cuevas Jenolan en Australia y en la cueva de Pozalagua del municipio de Valle de Carranza (España).

## Formación
El mecanismo de crecimiento de las helictitas es todavía bastante enigmático. A día de hoy no ha habido ninguna explicación satisfactoria de cómo se forman. En la actualidad, la formación por las fuerzas capilares es la teoría más probable, pero otra teoría basada en la formación influida por el viento también es viable.

### Fuerzas capilares
La teoría más probable explica a las helictitas como resultado de fuerzas capilares. Si las helictítas tienen un canal central muy delgado donde el agua fluye como lo hace en pajas, las fuerzas capilares serían capaces de transportar el agua contra la gravedad. Esta teoría se inspiró en algunos helictitas huecas. Sin embargo, la mayoría de las helictitas definitivamente no son huecas.[cita requerida] A pesar de esto, las gotitas se pueden extraer a las puntas de las estructuras existentes y depositan su carga de calcita en casi cualquier lugar sobre el mismo. Esto puede llevar a las estructuras errantes y tirabuzones vistas en muchas helictitas.

### Viento
Otra teoría nombra el viento en la cueva como principal razón de las extrañas formas. Gotas colgando de una estalactita son sopladas hacia un lado, por lo que el espeleotema crece en esa dirección. Si el viento cambia, la dirección de los cambios de crecimiento también. Sin embargo, esta teoría es muy problemática, porque las direcciones del viento cambian muy a menudo. El viento en cuevas depende de los cambios de presión atmosférica exterior, que a su vez dependen de las condiciones meteorológicas. Las cuevas del viento, Wind caves, se sabe que experimentan estas condiciones de viento. La dirección del viento cambia con la frecuencia que las condiciones climáticas exteriores cambian. Pero los espeleotemas crecen muy lentamente, varios centímetros en cien años, es decir, la dirección del viento tendría que permanecer estable durante largos períodos de tiempo, el cambio para cada fracción de milímetro de crecimiento. Un segundo problema con esta teoría es que muchas cuevas con helictitas no tienen entrada natural donde el viento puede acceder.

### Fuerzas piezoeléctricas
Se ha propuesto la teoría de que la presión geológica cambiando lentamente causa tensiones en los cristales en la base que alteran el potencial electrostático piezoeléctrico y hace que la deposición de partículas se oriente según alguna relación con la orientación predominante de la presión.

## Crecimiento
Las helictítas comienzan su crecimiento como una pequeña estalactita. La dirección del extremo del macarrón puede vagar, girar como un sacacorchos, o la parte principal se puede formar normalmente mientras que las pequeñas helictitas estallan fuera por sus lados como raicillas o anzuelos. En algunas cuevas, las helictitas se agrupan y forman matas tan grandes como de dos metros de altura. Estos «arbustos» crecen desde el suelo de la cueva. Cuando helictites se encuentran en los pisos de las cuevas, que se conocen como heligmitas, aunque hay un debate sobre si se trata de una subcategoría genuina.
Por una razón desconocida, cuando la composición química del agua se altera ligeramente, la estructura de cada cristal puede cambiar desde una forma cilíndrica a una cónica. En algunos de estos casos, cada cristal encaja en el anterior como una pila invertida de conos de helado.

## Variedades
Se han hecho gran cantidad de clasificaciones de las helictitas. La de Hill y Fortis (1997) es la siguiente:
- Filiformes: hilo.
- Cuentas:[3] sin ramificaciones, ramificadas, anémona marina.
- Cuerna: cuernas, helictitas en barra.
- Vermiforme: gusanos, sacacorchos, punta en ángulos rectos, combinado con macarrones, mariposa, campana, hacha, cola de cerdo, garfio, masa enmarañada, cuerno de unicornio.

Rowling (2000) propone añadir otras aunque plantea la necesidad de poner de acuerdo los términos al estar utilizándose gran cantidad de ellos, que incluso podrían ser la descripción de lo mismo con distintas palabras.

## Galería
Variedades:

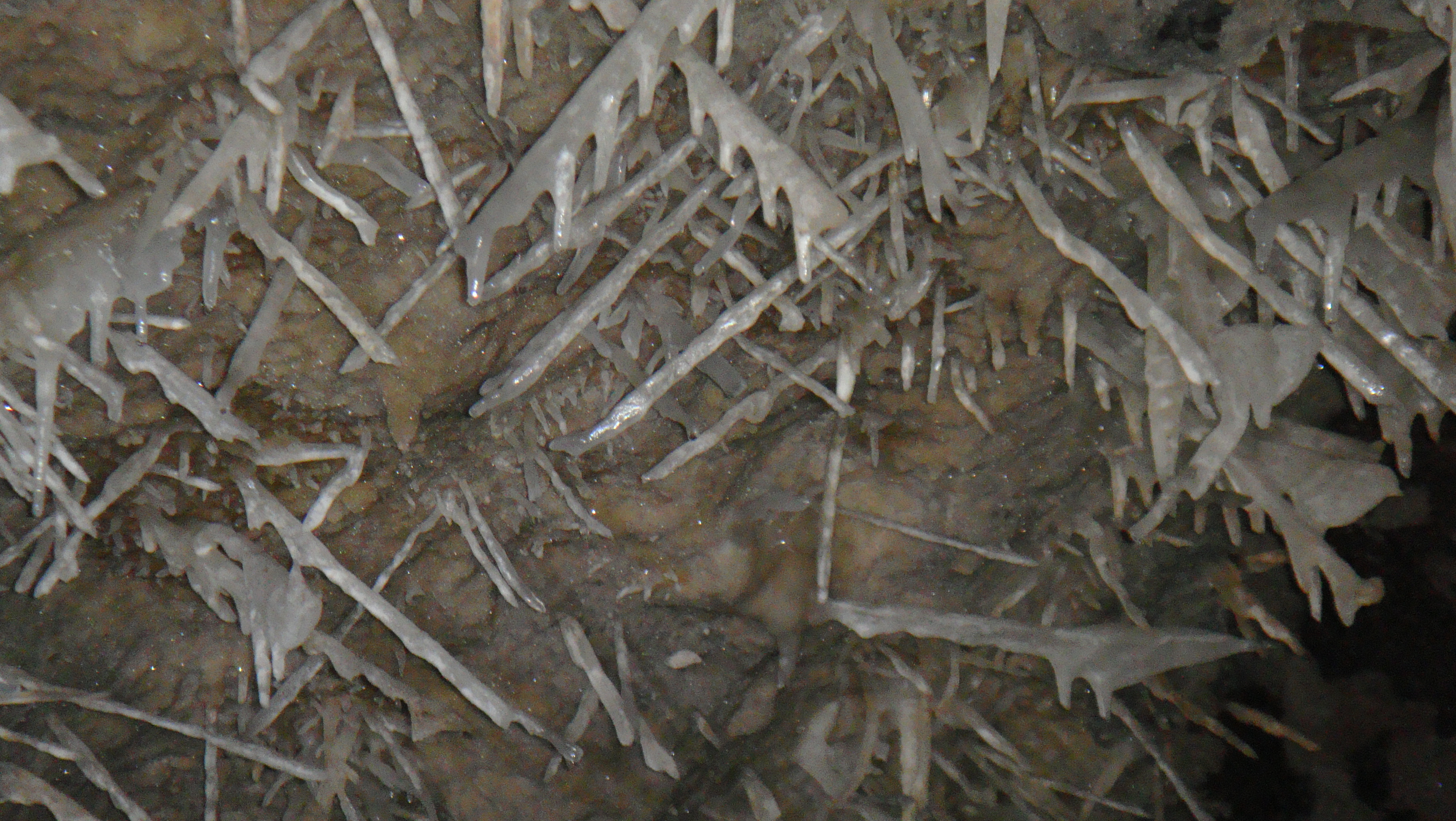
Sierra.
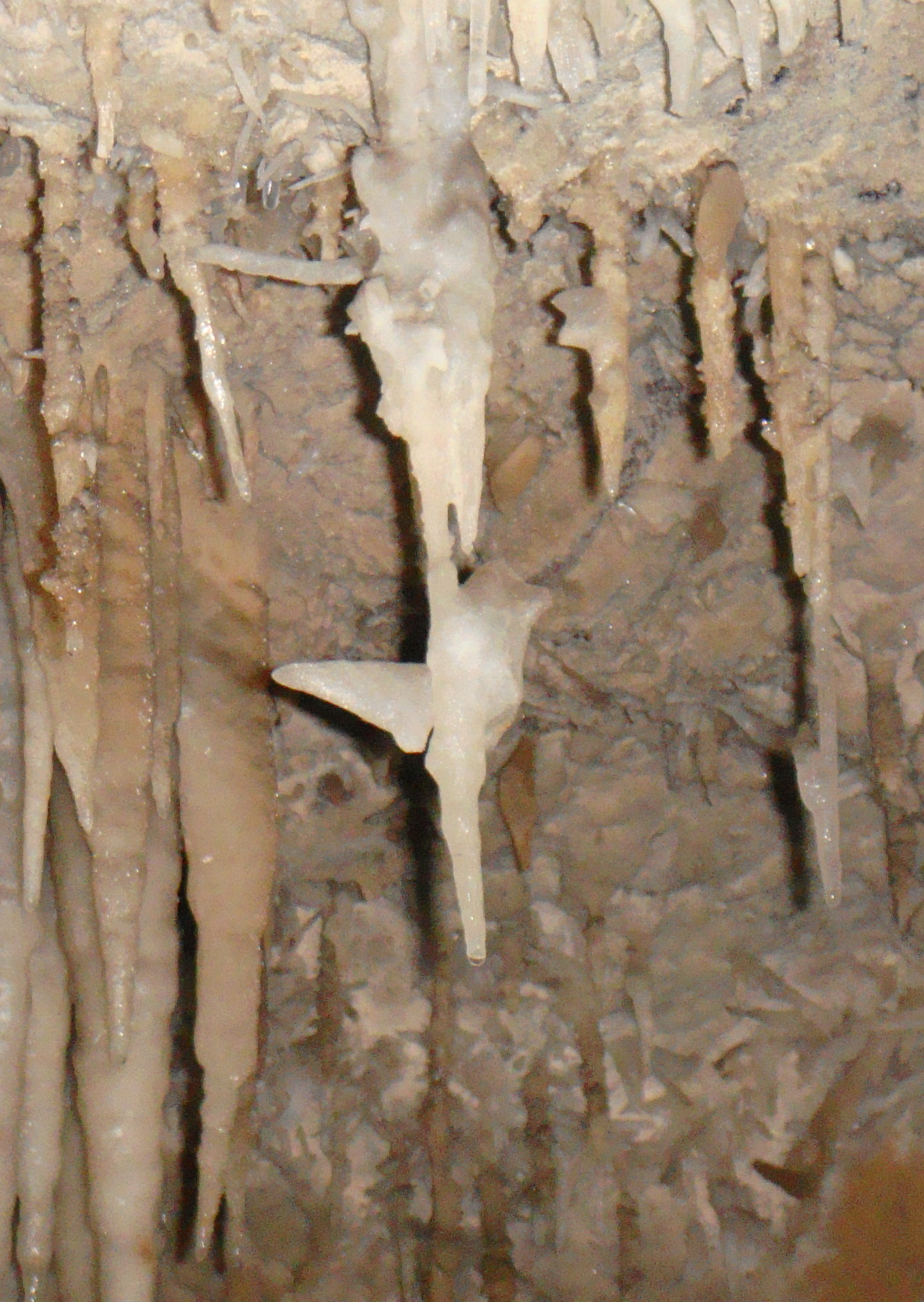
Mariposa.
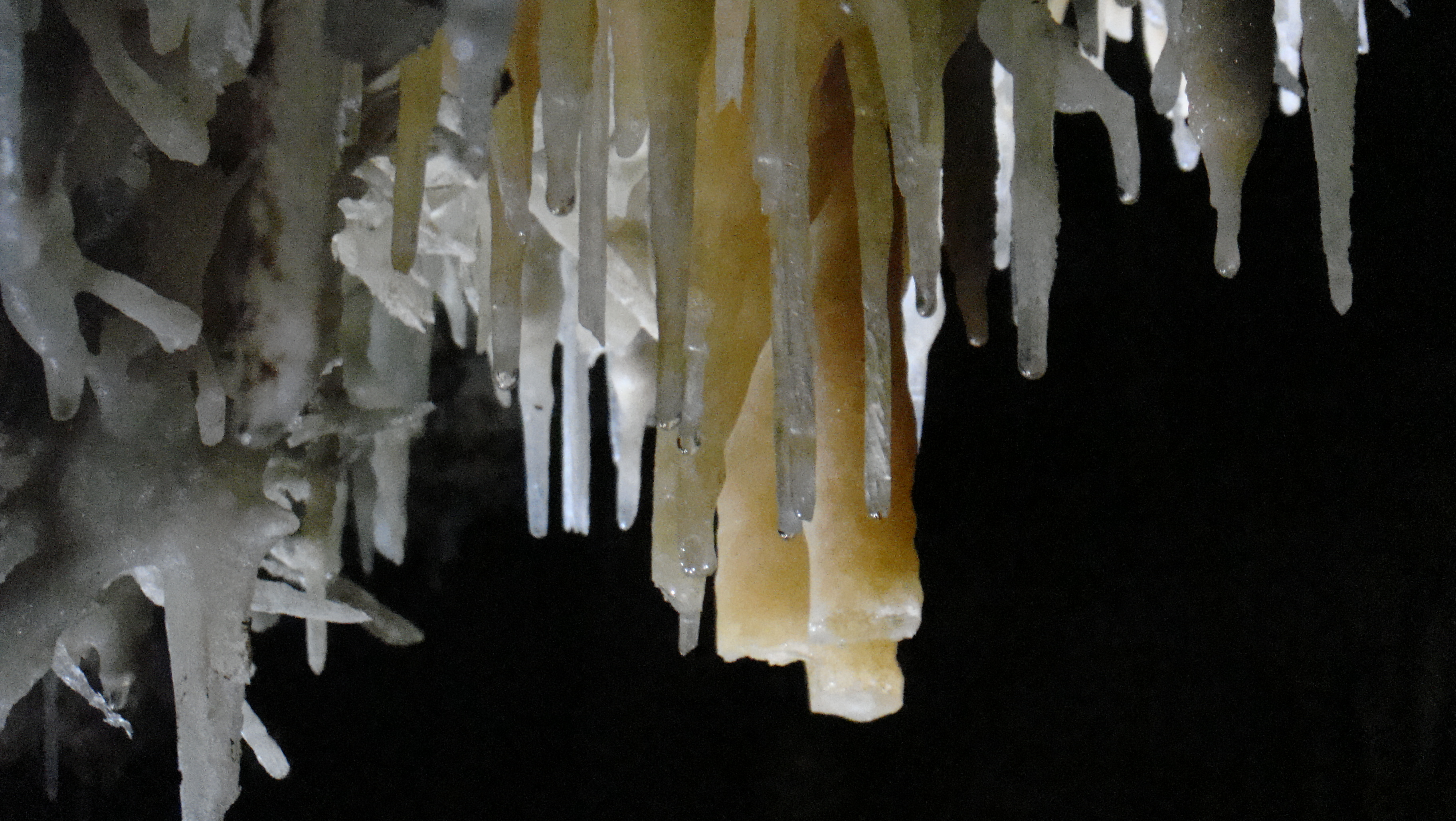
Combinadas con macarrones.
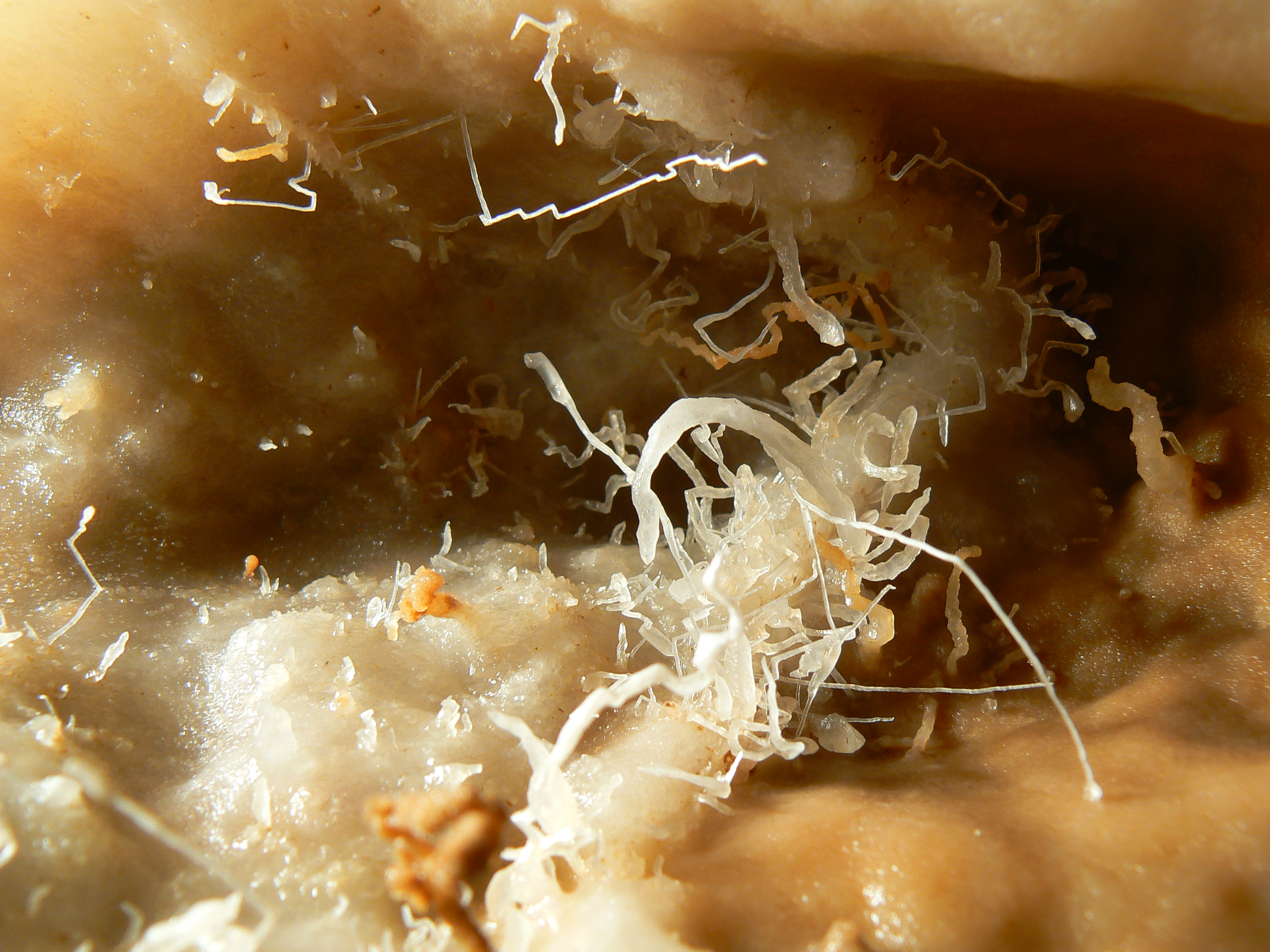
Punta en ángulos rectos.